# Стеван Мачај
Стеван Мачај (Будим, 1829 – Београд, 1. октобар 1889) био је лекар, др медицине и хирургије, хирург и окружни физикус у Књажевцу, Зајечару и Београду.

## Биографија
Родио се у српском Будиму, 1823. године. На Медицинском факултету у Пешти је добио звање магистра, хирурга и акушера. Докторске студије медицине је завршио у Немачкој у Ерлангeну, 1845. године.
Прешао је да ради у Кнежевину Србију. Прво намештење је добио у Шапцу, где је радио до 1859. године. Ново постављење је добио 1859. године у Књажевцу. Кореспондентни члан Друштва српске словесности од 21. јануара 1862. године. Он је тада магистар хирургије са службом окружног лекара у Књажевцу. Дописни члан наименован Српског ученог друштва од 29. јула 1864. године. Објавио је у друштвеном Гласнику 1866. године чланак: "Опис Књажевачког округа са картом.
Као лекар округа црноречког др Мачај је 1880. године био ванредни члан Главног просветног савета у Београду. Док је 1885. године био кружни лекар у Зајечару постао је редовни члан Српског пољопривредног друштва у Београду. Писао је краће стручно-популарне чланке у друштвеном гласилу Тежаку.
Др Мачај је заслужан за Брестовачку Бању, јер се од 1871. године јавља (током лета) као први бањски лекар. Написао је монографију те бање коју је објавио у "Српском Архиву" 1888. године.
Умро је као пензионер у Београду 1889. године. Иза њега је остала удова Анка са децом. Постхумно је (1970) објављен Ратни дневник др Мачаја. Описао је своје лекарско искуство током српско-турских ратова 1877-1878. године, када је при Тимочком војном хору био лекар - командир Друге пољске болнице.